# 1644

## Събития
- Манджурската династия Цин сменя династията Мин в Китай

## Родени
- 10 януари – Луи-Франсоа дьо Буфлер, френски офицер
- 24 февруари – Мария Елизабета Лемерихт,
- 6 август – Луиза дьо Ла Валиер, метреса на Луи XIV
- 14 октомври – Уилям Пен,

## Починали
- 29 юли – Урбан VIII, римски папа
- 6 октомври – Елизабет Бурбонска, френска принцеса, кралица на Испания и Португалия като съпруга на Филип IV (р. 1602 г.)